# 東南鎮 (柔佛)
東南鎮是马来西亚柔佛州哥打丁宜县的一个鎮區。

## 歴史
東南鎮於1972年由柔佛登加拉發展局 (東南柔佛發展局) (KEJORA) 開發。

## 地理
該鎮面積約20平方公里。

## 經濟
由於東南鎮連接古來、哥打丁宜和居鑾縣中心，該鎮的經濟支柱為製造業和中小型工業。

## 設施

### 教育
- 東南鎮國中
- 東南鎮國中2校
- 斯里檳榔國中
- 東南鎮宗教中學
- 東南鎮國小
- 東南鎮國小2校
- 雙溪西波費爾達國小（Sekolah Kebangsaan Felda Sungai Sibol ）
- 東彭格利費爾達國小（Sekolah Kebangsaan Felda Pengeli Timur ）

### 商業
- Songmart
- 國油
- KFC